# Розанваллон, Пьер
Пьер Розанвалло́н (фр. Pierre Rosanvallón; род. 1 января 1948 года в Блуа, Франция) — французский историк и политолог, профессор Коллеж де Франс.

## Биография
Окончил начальную и среднюю школу в родном городе, затем в Туре[стиль], до переезда в Париж, и HEC Paris в 1969 году. В 1979 году получил звание доктора наук по менеджменту в университете Париж-Дофин. Между тем переориентирует свои области интересов к политической истории и философии и достигает звание Доктора Гуманитарными наук при Школе Высоких Занятий в Социологии в 1984.
Он преподавал в Университете Париж-Дофин с 1977 года до 1983, затем в 1984 году вступил в Школу высших исследований в области социальных наук в Париже, где он должен был выполнять работы в Центре политических исследований Раймон Арон (1992—2005). Он взял на себя, также, поручения образования в Институте политических парижских занятий, к нему обратились престижные иностранные университеты, именно Университет Гарвард, где он находился в 1983 г. и в 2004 г. Его университетское подтверждение, он его получает, между тем, достигая, с названием Профессора, престижного Коллежа де Франс, где он занимает с 2001 Кафедру современной политической истории.
Он имеет профсоюзный опыт, беря на себя с 1969 по 1976 постоянные поручения в рамках одного из главных французских профсоюзов, Французской демократической конфедерации труда, журналом которой он руководит «Французская демократическая конфедерация труда сегодня». В то же время он знакомится с активными деятелями в рядах Объединённой социалистической партии во главе с Мишелем Рокаром и действует в ней с 1969 по 1974 год, после чего примыкает к Социалистической партии, восстановленную до выборов президента Франсуа Миттерана, 11 мая 1981.

## Научная деятельность
Его работа по политической истории и философии была сосредоточена на трех областях:
1. Интеллектуальная история демократии в долгосрочной перспективе, начиная с истории всеобщего избирательного права во Франции в короновании гражданина. А также история всеобщего избирательного права во Франции, 1992 г.; история о представительстве во французскую демократию в отсутствующих людях, а совсем недавно истории народного суверенитета в незавершённой демократии, истории народного суверенитета во Франции, 2000 г., истории демократического представительства во Франции, 1998 г.
2. История французской политической модели взаимоотношений между государством и обществом в утопическом капитализме. Гражданское общество против якобинцев 1789 года по настоящее время (2004).
3. И наконец, он изучил вопросы социальной справедливости в современном мире в книгах «Кризис государства всеобщего благоденствия» (1981), «Новый социальный вопрос: переосмысливая государство всеобщего благосостояния» (1995) и «Новая эпоха неравенства» (в сотрудничестве с Ж.-П. Фитусси, 1996).

Плодовитый писатель, Пьер Розанваллон опубликовал большое количество книг в том числе после того, как были переведены на несколько иностранных языков, стали классикой («Неоконченная демократия», «Новый социальный вопрос. Переосмысливая государство всеобщего благосостояния» и "Для концептуальной истории политики, в частности). Но главная работа, сделавшая его знаменитым, безусловно, «Утопический капитализм». В книге «Утопический капитализм. История идеи рынка», выдержавшей во Франции три издания, Пьер Розанваллон описывает процесс возникновения в европейской социальной и политической мысли одной из наиболее влиятельных идей эпохи современности, идеи общества как рынка — саморегулирующегося, гармоничного, прозрачного для самого себя. Эта созданная политической экономией XVIII века утопия до сих является одной из основ современного либерального мировоззрения.

## Последующее влияние на общественные науки
Пьер Розанваллон оказывает активное влияние на общественные науки и по сей день. Прежде всего, он политик и философ, следовательно воздействует на гуманитарную сферу. Он готовит новую трилогию о преобразованиях в демократии в двадцать первом веке, первую часть которой он уже опубликовал. Политика в возрасте от подозрений (Seuil, 2006). Второе направление, в процессе разработки, особое внимание уделяется метаморфозы легитимности. Она также начал осуществлять исследовательскую программу по демократическим универсализмам.
Ввел важное различение между демократией выбора и демократией действия. Расхождение между ними является причиной роста недоверия граждан к власти. Демократия выбора основана на воле к победе и близости к избирателю. Лозунги вроде «Yes, we can» — это попытка убедить избирателя, что с помощью политики можно многого достичь. Но в действиях надо быть большим реалистом и понимать, что достичь можно гораздо меньшего. Демократия выборов поляризует общество. Избранный людьми говорит: «Меня избрали, я воплощаю волю общества», это отсылает нас либо к путинской теории «суверенной демократии», либо к политической философии Второй империи Наполеона III. В демократическом обществе никто не может претендовать на единоличное распоряжение понятием общественной пользы. Легитимность — это не только легитимный характер власти в результате выборов, не просто статус, приобретаемый навсегда, она является качеством, которое должно подтверждаться испытаниями, постоянно строиться заново.

## Критика сторонников и противников
Одного из наиболее ярых противником Пьера Розанваллона следует выделить Антонио Рэйма, профессора Гуманитарного института. Он говорит о непоследовательности и неточности представительной демократии, которую пытался описать в своих трудах П. Розанваллон:
«Пьер Розанваллон один из самых видных представителем французской культуры, можно сказать, что будто он игнорирует сам процесс структурирования бюрократии, безличные особенности правового государства. Мы, однако, упомянём о некоторых аспектах этого процесса и выясним, что скрывается за аргументом. Таким образом, я полагаю, с тем, чтобы получить проблеск почему рисковал вперед в этой области, я намерен показать, что новая интерпретация является крайне произвольной и неустойчивой.»
Если противники резко критикуют его деятельность, литературу и различные идею, то, напротив, сторонники Пьера Розанваллона поддерживают его работы и активно содействуют его карьере:
Фармингтон Хиллс даёт анализ книги «новый социальный вопрос»:
«Новый социальный вопрос является интригующей частью. Розанваллон имеет смешанный сложной политической философии с подробным широкий исторический опыт, редкое сочетание, что он добивается с видимой легкостью. Это эссе на государство всеобщего благосостояния пузыри с смелые идеи. Великий хотя отдельные достоинства книги может быть, этот перевод является ещё более важным для сравнительного анализа социальной политики в качестве образца своеобразный французский аналитический традиций и отражение на запущенный случай французского государства всеобщего благосостояния.»

## Личная жизнь
Пьер Розанваллон женат, имеет двоих детей.

## Список произведений
на французском:
- L'Âge de l’autogestion, Le Seuil, coll. Points politique, 1976
- La Crise de l'État-providence, Le Seuil, 1981 (transl. in 2000, The New Social Question: Rethinking the Welfare State, ISBN 978-0-691-01640-5)
- Le Moment Guizot, Gallimard, 1985
- L'État en France de 1789 à nos jours, Le Seuil, L’Univers historique, 1990
- La Monarchie impossible Fayard 1994
- La Nouvelle Question sociale, Points, Essais, 1995
- Le Nouvel Âge des inégalités, (Avec Jean-Paul Fitoussi), Le Seuil, 1996
- Le Peuple introuvable : Histoire de la représentation démocratique en France, Folio Histoire, 1998
- La Démocratie inachevée. Histoire de la souveraineté du peuple en France, Gallimard, Bibliothèque des histoires, 2000, Folio Histoire extraits déchargables
- Le Sacre du citoyen. Histoire du suffrage universel en France, Folio Histoire, 2001
- Pour une histoire conceptuelle du politique, Le Seuil, 2003
- Le Modèle politique français. La société civile contre le jacobinisme de 1789 à nos jours, Le Seuil, 2004
- La contre-démocratie. La politique à l'âge de la défiance, Seuil, 2006.

переведено на русский язык:
- Розанваллон П. Новый социальный вопрос. Переосмысливая государство всеобщ. благосостояния : [Пер. с фр.] / Пьер Розанваллон, М.: Московская школа политических исследований, 1997.
- Розанваллон П. Утопический капитализм. История идеи рынка. Пер. с фр. А. Зайцевой. М.: Новое литературное обозрение (серия: Библиотека журнала «Неприкосновенный запас»), 2007, — 256 с. (Научная редакция, редакция перевода и вступительная статья).
- Розанваллон П. Общество равных : [Пер. с фр.] / Пьер Розанваллон, М.: Московская школа политических исследований, 2014.